# Sidi Hamadusz
Sidi Hamadusz (arab. سيدي حمادوش; fr. Sidi Hamadouche) – jedna z 52 gmin w prowincji Sidi Bu-l-Abbas, w Algierii, znajdująca się w północnej części prowincji. Położona jest na północ od Sidi Bu-l-Abbas. W 2008 roku gminę zamieszkiwało 9968 osób. Numer statystyczny gminy w Office National des Statistiques d'Algérie to 2241.